# Haemaphysalis demidovae
Haemaphysalis demidovae este o specie de căpușe din genul Haemaphysalis, familia Ixodidae, descrisă de Emel'yanova în anul 1978. Conform Catalogue of Life specia Haemaphysalis demidovae nu are subspecii cunoscute.